# Villasor
Villasor ist eine italienische Gemeinde (comune) mit 6600 Einwohnern (Stand 31. Dezember 2023) in der Metropolitanstadt Cagliari auf Sardinien. Die Gemeinde liegt etwa 24 Kilometer nordwestlich von Cagliari am Flumini Mannu.

## Verkehr
Die Gemeinde wird von der Strada Statale 196 di Villacidro durchquert. Ein Bahnhof besteht an der Bahnstrecke Cagliari–Golfo Aranci Marittima.

## Persönlichkeiten
- Gigi Porceddu (* 1963), Bildhauer